# Adams Express Building
El Adams Express Building es un edificio de oficinas en 61 Broadway en el Distrito Financiero de Manhattan, en la ciudad de Nueva York (Estados Unidos). La fachada principal se encuentra en 57-61 Broadway, con una fachada adicional a lo largo de 33-41 Trinity Place. El arquitecto Francis Kimball diseñó el edificio de 32 pisos para Adams Express Company.
La construcción comenzó en 1912 y se calcula que el proyecto costó 2 millones de dólares (equivalentes a casi 53 millones en 2019). Tras su finalización en 1914 fue la séptima estructura más alta de Manhattan. Desde 2014 es propiedad de RXR Realty.

## Diseño
Tiene 3.300 toneladas de acero. The New York Times describió el estilo arquitectónico como "florentino" debajo del quinto piso y "severamente simple" arriba. Otro crítico calificó el estilo como "completamente utilitario", pero la Comisión para la Preservación de Monumentos Históricos de Nueva York identificó la arquitectura como palazzo.
Se construyó una entrada a la estación de Wall Street del metro de la ciudad de Nueva York, debajo de Broadway, pero luego se cerró.

## Historia

### Antecedentes
Adams Express Company ocupó parte del edificio Pinkerton en 57-59 Broadway. En 1903, se discutió la posibilidad de combinar 57-61 Broadway con una propiedad adyacente ocupada por American Express y Wells Fargo, y construir un edificio grande para las tres empresas. Esto no sucedió, y el edificio adyacente de American Express en 65 Broadway se completó en 1917.
Un incendio de 1904 que comenzó en el sótano del Edificio Morris en el 63 de Broadway, dañó el Pinkerton y otros edificios de la cuadra. Respondieron veinticuatro motores y seis empresas de ganchos y escaleras. El Departamento de Bomberos de Nueva York registró que el edificio de la Compañía Adams Express fue destruido, pero Adams Express continuó ocupando el sitio. En 1906, Adams Express estaba planeando un nuevo edificio a prueba de fuego para ser construido en el sitio del Edificio Pinkerton.

### Construcción
En 1910, Industrial World Magazine informó que Adams Express estaba procediendo con un edificio de ladrillo y piedra caliza de 10 pisos diseñado por George K. Hooper de Hooper-Faulkenau Engineering Company. Luego, en 1911, Adams Express finalmente compró el edificio Pinkerton.
Los planes de Hooper se habrían combinado con los edificios existentes en el Distrito Financiero (de los que una buena parte no superaba los cinco pisos). Pero ese proyecto nunca se construyó, ya que aparentemente era demasiado pequeño. En cambio, en 1912, Francis Kimball fue contratado para construir una estructura de 32 pisos.
Cuando comenzó la construcción en 1912, The New York Times y luego los urbanistas se preocuparon por la luz solar y el espacio aéreo. El Adams Express Building era uno del creciente número de rascacielos en construcción en ese momento, que proyectaba sombras no solo en la calle sino en los edificios más pequeños cercanos, lo que reducía el valor de los bienes raíces, el alquiler y los ingresos tributarios. Francis W. Fitzpatrick se quejó de que el Adams Express Building proyectaba una sombra de 875 pies.
La Ley de Zonificación de 1916 proporcionó un remedio en forma de retranqueos en los que los nuevos edificios se retrocederían a ciertas alturas dependiendo del ancho de la calle. Las restricciones se habrían aplicado al 75% del área del suelo del edificio, pero la construcción del Adams Express Building se había realizado antes de que se adoptaran las nuevas restricciones de zonificación.

### Historia posterior
El edificio sufrió graves daños en 1916 cuando 300 ventanas volaron por la explosión Black Tom.
Cuando Metropolitan Life Insurance Company compró el edificio en 1988, un ingeniero descubrió peces de colores viviendo en una piscina de agua debajo del sistema de calefacción del sótano. Desde entonces, los ingenieros de construcción han alimentado a los peces como parte de su rutina de mantenimiento regular.

## Galería

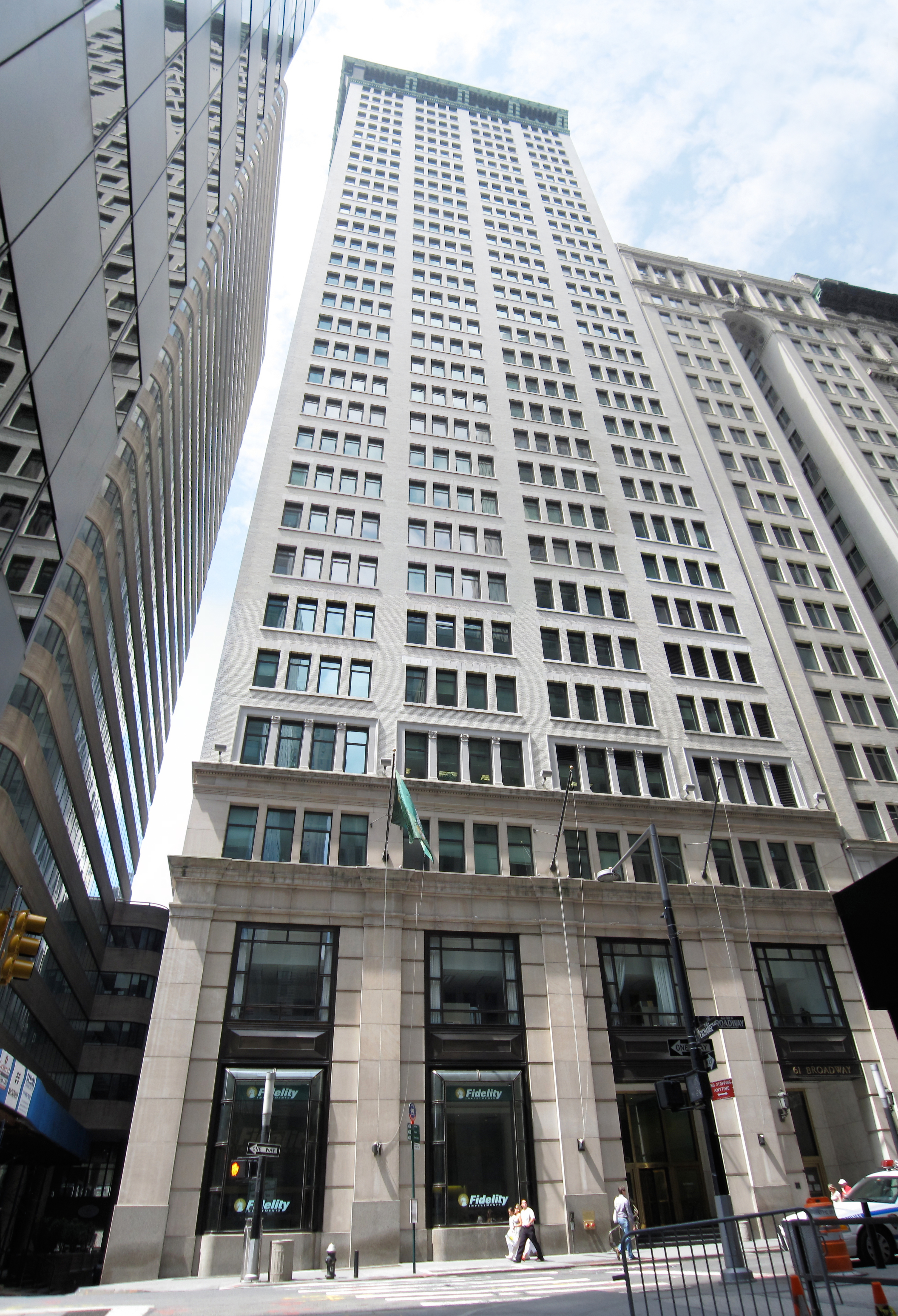
Desde la calle
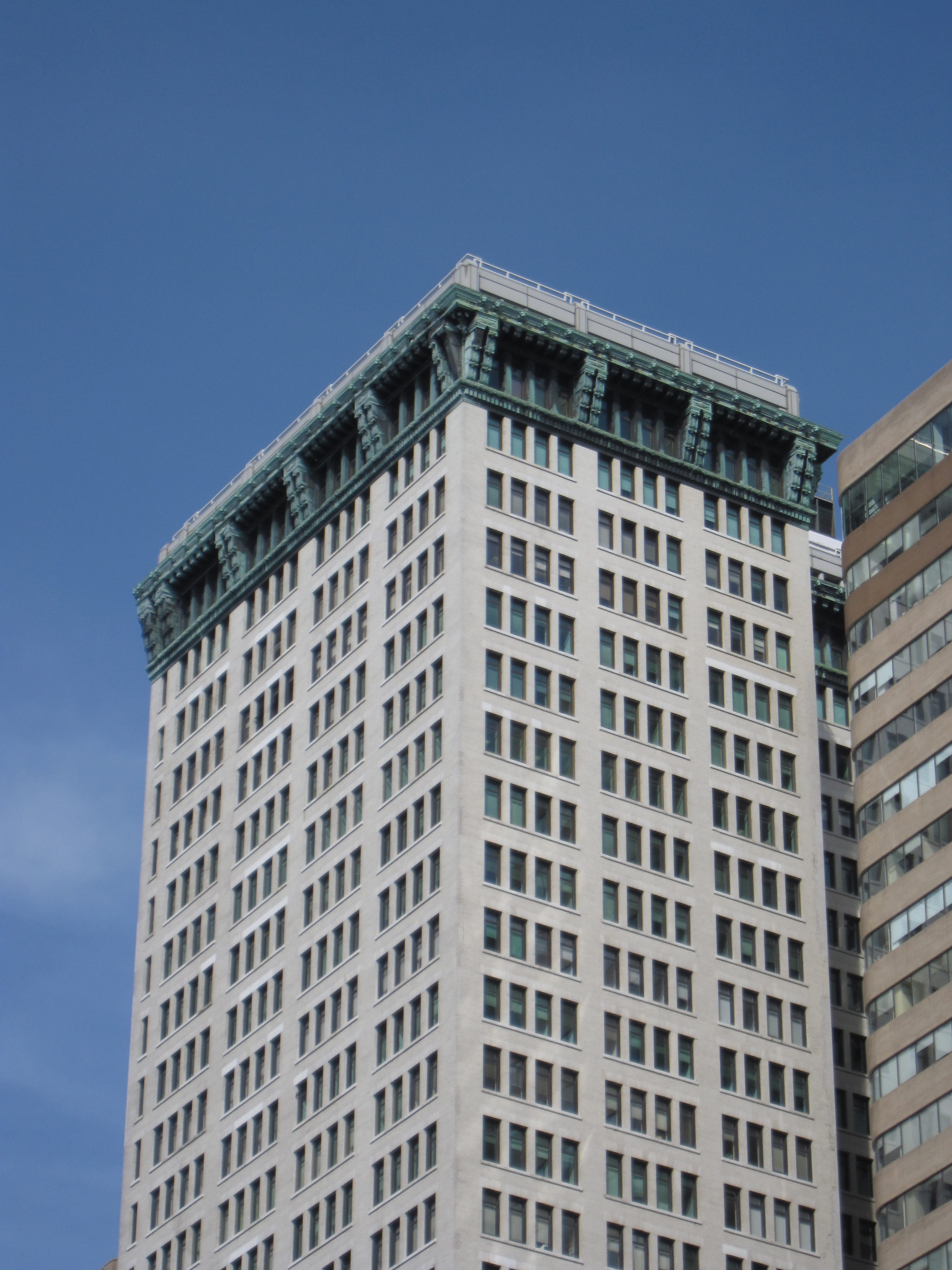
Parte superior del edificio
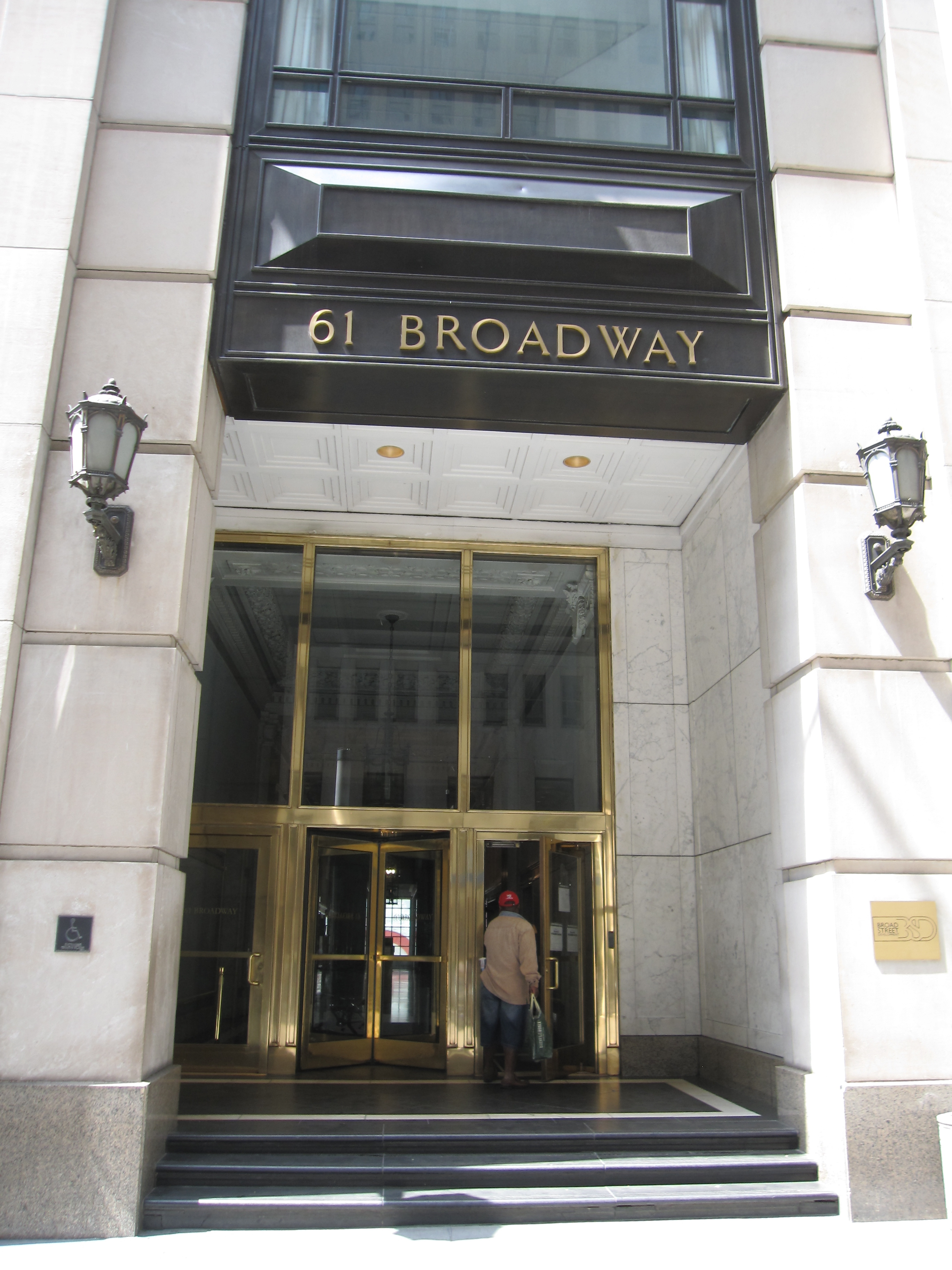
Entrada principal en 61 Broadway